# 聚苯胺
聚苯胺（英語：Polyaniline，缩写PANI）是一种半柔性棒導電聚合物。尽管这一物质早在150年前就已发现，但直到1980年代由于其高导电性的再发现才获得了科学界的极大关注。在诸多導電聚合物与有機半導體中，聚苯胺有着多种吸引人的特性。由于其多种化学性质，聚苯胺成为了近50年来研究地最多的導電聚合物之一。